# East Williston (Nova York)
East Williston és una població dels Estats Units a l'estat de Nova York. Segons el cens del 2000 tenia 2.503 habitants.

## Demografia
Segons el cens del 2000, East Williston tenia 2.503.000 habitants, 833 habitatges, i 717 famílies. La densitat de població era de 1.725,7 habitants/km².
Dels 833 habitatges en un 42,5% hi vivien nens de menys de 18 anys, en un 77,4% hi vivien parelles casades, en un 6,4% dones solteres, i en un 13,9% no eren unitats familiars. En el 12,7% dels habitatges hi vivien persones soles el 8,8% de les quals corresponia a persones de 65 anys o més que vivien soles. El nombre mitjà de persones vivint en cada habitatge era de 3 i el nombre mitjà de persones que vivien en cada família era de 3,29.
Per edats la població es repartia de la següent manera: un 28,2% tenia menys de 18 anys, un 5,8% entre 18 i 24, un 22,7% entre 25 i 44, un 27,8% de 45 a 60 i un 15,5% 65 anys o més.
L'edat mediana era de 41 anys. Per cada 100 dones de 18 o més anys hi havia 90,7 homes.
La renda mediana per habitatge era de 109.111 $ i la renda mediana per família de 118.611 $. Els homes tenien una renda mediana de 90.952 $ mentre que les dones 44.861 $. La renda per capita de la població era de 50.484 $. Entorn de l'1,4% de les famílies i l'1,7% de la població estaven per davall del llindar de pobresa.